# Дирментинген
Дирментинген (њем. Dürmentingen) општина је у њемачкој савезној држави Баден-Виртемберг. Једно је од 45 општинских средишта округа Биберах. Према процјени из 2010. у општини је живјело 2.611 становника. Посједује регионалну шифру (AGS) 8426035.

## Географски и демографски подаци
Дирментинген се налази у савезној држави Баден-Виртемберг у округу Биберах. Општина се налази на надморској висини од 575 метара. Површина општине износи 24,1 km². У самом мјесту је, према процјени из 2010. године, живјело 2.611 становника. Просјечна густина становништва износи 108 становника/km².